# اريوباغوس

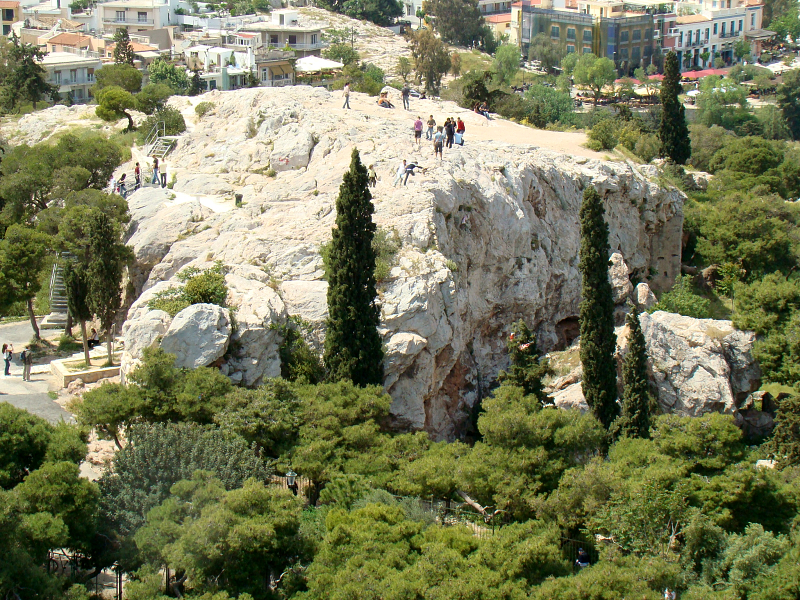
اريوباغوس عندما تتم مشاهدته من أكروبوليس أثينا.

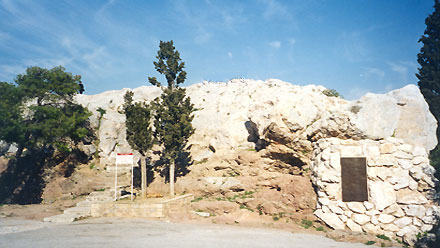
لوحة محفورة تحتوي علي موقع خطبة اريوباغوس (Areopagus sermon) لبولس الطرسوسي

الاريوباغوس (/ˌæriˈɒpəɡəs/) هي صخرة بارزة موجودة في الشمال الغربي من الأكروبوليس في أثينا، اليونان. اسمها الإنجليزي مركبة من الاسم اليوناني (Areios Pagos)، والتي تتُرجم «صخرة آريز» (باليونانية القديمة:Ἄρειος Πάγος). في الفترة الكلاسيكية، عملت المحكمة للقضاء في القتل المتعمد. كان من المفترض أن يُحاكم آريس هنا من قبل الآلهة لقتل نجل بوسيدون هاليرهيثوس (Halirrhothius) (مثال نموذجي لأسطورة آثيولوجية).

## التاريخ

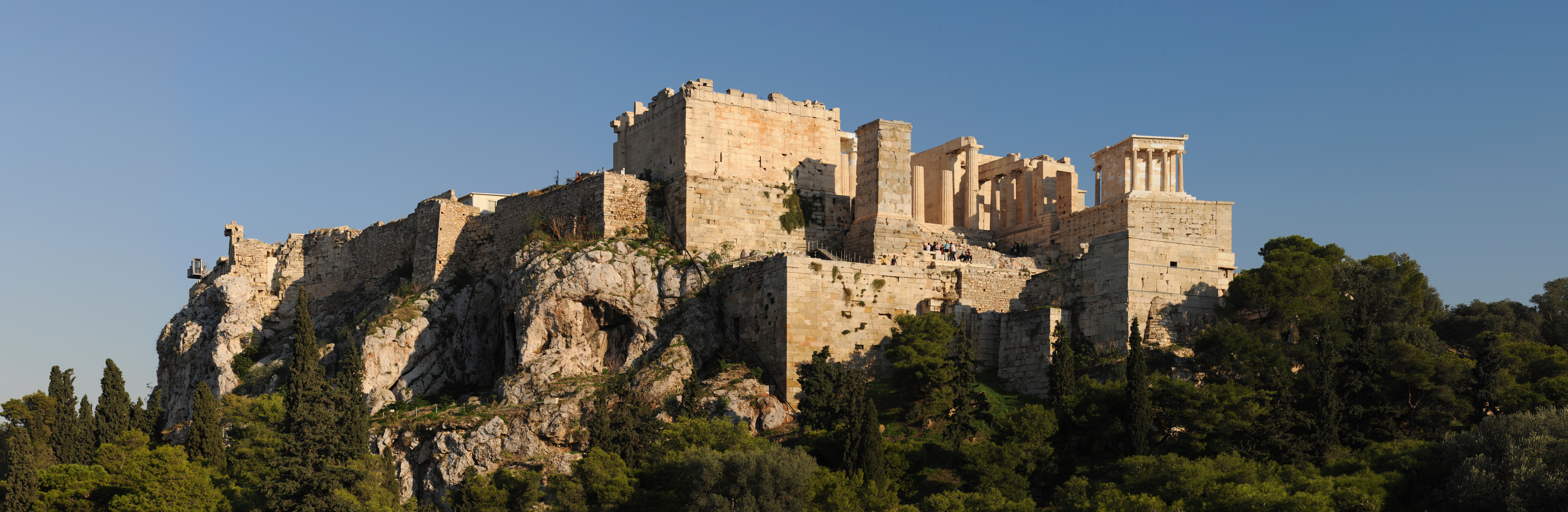
مشهد لـ أكروبوليس أثينا من تلة اريوباغوس.

## لمزيد من الإطلاع
- The Constitutional Antiquities of Sparta and Athens by Gustav Gilbert
- Pantologia by John Mason Good, Olinthus Gregory, Newton Bosworth. p. 565
- The London Encyclopaedia, Volume 2. Edited by Thomas Curtis. p. 647

## روابط خارجية
- Acts 17:16-34 – سرد كتابي للقديس بولس يناقش مع الأريوباغوس طبيعة الإله المسيحي. كما يشار إلى القصة المتعلقة بمذبح «الله غير المعروف»
- Athens Photo Guide

إحداثيات: 37°58′20″N 23°43′25″E / 37.97222°N 23.72361°E